# حصار الجزيرة الخضراء (1369)
حصار الجزيرة الخضراء سنة 1369 هي حملة عسكرية قادها الملك محمد الخامس صاحب مملكة غرناطة وذلك بهدف استعادة مدينة الجزيرة الخضراء من مملكة قشتالة. استمر الحصار ثلاثة أيام بالكاد، وانتصر المسلمين باستعادتهم المدينة بعد 25 سنوات وهي بأيدي القشتاليين منذ أن احتلها ألفونسو الحادي عشر بعد حصار طويل ضد المرينيين حكام مملكة فاس. بعد عشرة اعوام من اقتحام المدينة، أي في 1379، قرر ملك غرناطة تدمير المدينة بالكامل لمنعها من الوقوع في أيدي المسيحيين من جديد لإستحالة الدفاع عن المدينة في وقت كانت فيه ممالك المسلمين في شبه الجزيرة الايبيرية قد فقدت الكثير من القوة العسكرية التي كانوا يتمتعون بها في القرون السابقة.